# Huánuco (distrikt)
Huánuco är ett av elva distrikt som bildar provinsen Huánuco, belägen i departementet Huánuco, i den centrala delen av Peru. Huvudort i distriktet är Huánuco.